# Robi Levkovich
Robi Levkovich (hebräisch רובי לבקוביץ'; * 31. August 1988 in Ramat Gan) ist ein israelischer Fußballspieler.

## Karriere

### Verein
Levkovich spielte von 2009 bis 2013 für Maccabi Petach Tikwa in Israel und gewann mit der Mannschaft 2013 die israelische Zweitligameisterschaft. 2014 erreichte er mit Maccabi Netanya das Finale des  
israelischen Pokals und ein Jahr später erneut, diesmal mit Hapoel Be'er Sheva. Mit Be'er Sheva gewann er 2016 die israelische Meisterschaft. Im Sommer 2019 wurde er von Budapest Honvéd in der höchsten ungarischen Liga verpflichtet.

### Nationalmannschaft
2010 spielte er einmal für die israelische U21-Nationalmannschaft in einem Freundschaftsspiel gegen Belarus.